# Myxine sotoi
Myxine sotoi är en ryggsträngsdjursart som beskrevs av Mincarone 200. Myxine sotoi ingår i släktet Myxine och familjen pirålar. IUCN kategoriserar arten globalt som sårbar. Inga underarter finns listade i Catalogue of Life.